# STS-3
STS-3 — космічний політ БТКК «Колумбія» за програмою «Спейс Шаттл». Шатл «Колумбія» був запущений з Космічного центру імені Кеннеді о 16:00 UTC, 22 березня 1982 року, в заплановану дату. Основним завданням польоту було випробування вантажного маніпулятора Канадарм. Унаслідок непридатності для посадки основної смуги на авіабазі Едвардс через заливні дощі, посадка була перенесена на добу і зроблена на запасну смугу — висохле дно соляного озера на полігоні Вайт Сендс (англ. White Sands) у штаті Нью-Мексико. Обладнання, необхідне для забезпечення посадки човника і його післяполітного обслуговування, було терміново перевезено на полігон залізничним транспортом.

## Екіпаж

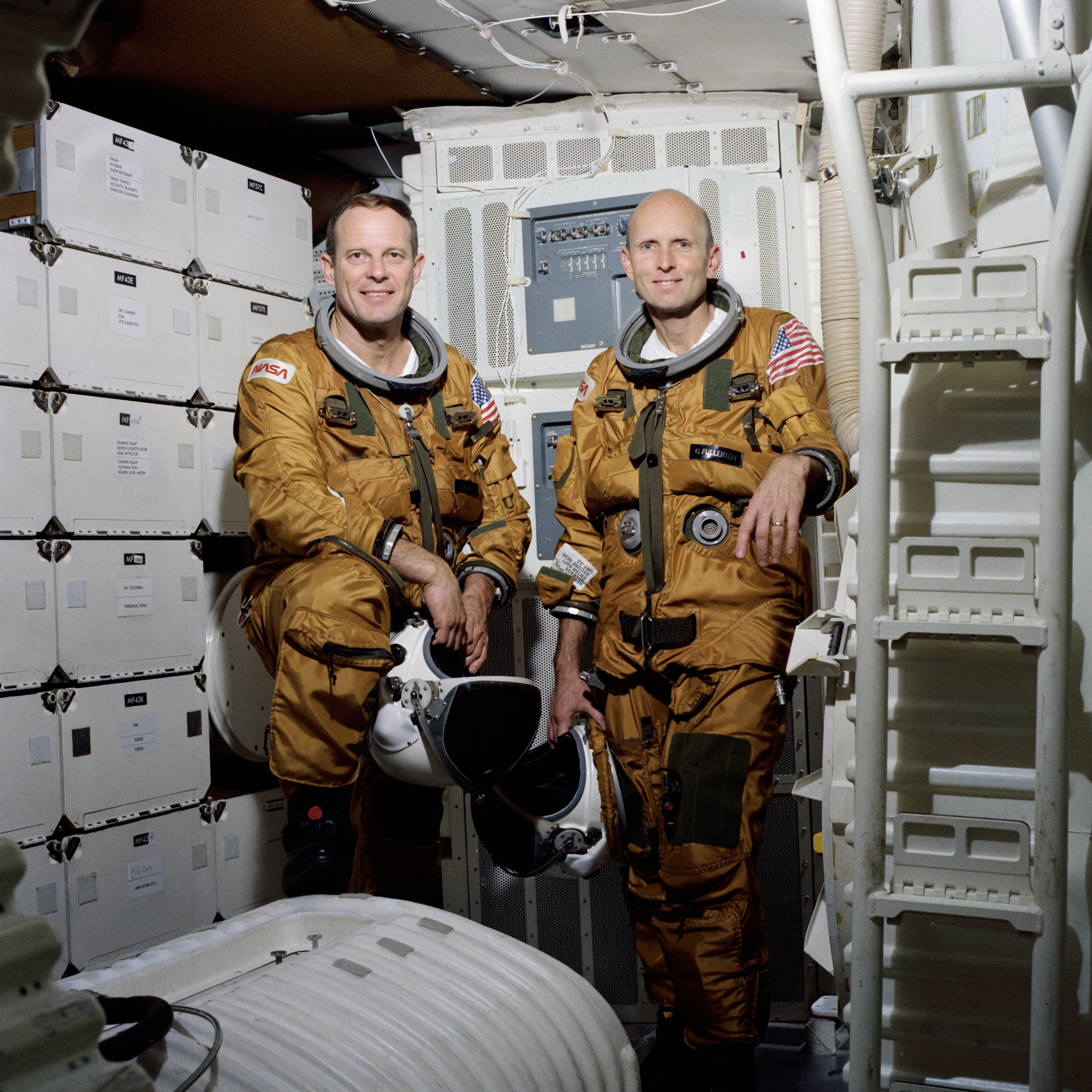
Екіпаж STS-3

- Джек Лусма (2) — командир;
- Чарлз Фуллертон (1) — пілот.

## Дублюючий екіпаж
- Кен Маттінглі — командир;
- Генрі Воррен Гартсфілд — пілот.

## Опис польоту

Шаттл «Колумбія» (STS-3) відірвався від стартового комплексу 39 Космічного центру імені Кеннеді. Можна бачити відмінність яскравого помаранчевого полум'я бічних ракетних прискорювачів (працюють на перхлораті амонію і алюмінії) від чистого синього полум'я водню і кисню основних двигунів шатла.

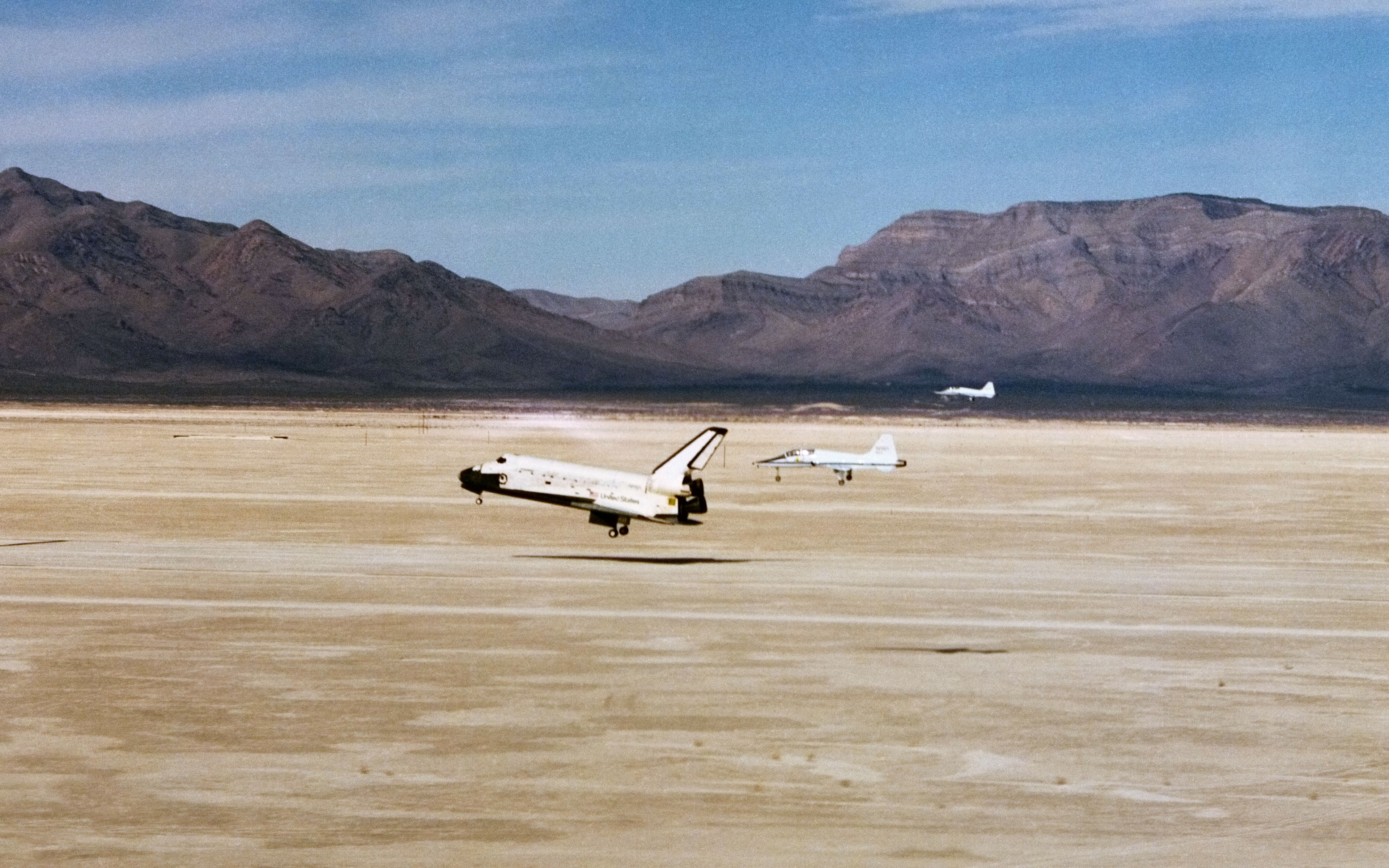
«Колумбія» перед посадкою на Нортроп Стріп, Нью-Мексико у супроводі двох літаків T−38.

Під час польоту здійснювалось температурне тестування «Колумбії», піддаючи обстеженню його хвіст, ніс і звернену до Сонця поверхню протягом різних періодів часу. Екіпаж виявив, що тривале перебування на сонці викликало невелике деформування стулки дверей вантажного відсіку. Обертання відносно Сонця, щоб збалансувати температуру, вирішило питання.
На борту корабля як корисне навантаження перебували DFI (англ. Development Flight Instrumentation) і OSTA (Office of Space and Terrestrial Applications), що складались з інструментів дистанційного зондування.